# Jämshögs folkhögskola

Jämshögs folkhögskola är en av Sveriges 155 folkhögskolor och grundades 1961. Skolan är belägen i tätorten Jämshög i Olofströms kommun i västra Blekinge och har Lunds stift som huvudman. Skolan har årligen cirka 160 deltagare på långkurserna och har även ett internat med plats för 20 boende.  
Skolan bedriver den för folkhögskolorna obligatoriska Allmän kurs, på Jämshög med en inriktning på flera olika kreativa profiler. Ledarskapsutbildningar till Fritidsledare och Socialpedagog är sedan långt tillbaka ett inslag i skolans kurser.   
Kurser som kommit till de senaste åren är kurser med fokus på att etablera invandrare i Sverige genom språk, praktik och integration, främst i kurserna Sfi och Etableringskursen.  
Skolan har också samarbete med Folkuniversitetet och bedriver verksamhet i bland annat Kristianstad, Hässleholm, Östra Göinge och Nybro.
En nyare kurs är MinT Teater som riktar sig till personer med neuropsykiatriska funktionsnedsättningar och helt fokuserar på teater och scenkonst.  
Folkhögskolans kurser riktar sig till vuxna som är 18 år eller äldre. 